# Tintino Persio Rasi
Tintino Persio Rasi (Arcola, 15 settembre 1893 – Filadelfia, 8 luglio 1963) è stato un anarchico, giornalista e poeta italiano, impegnato in politica e nel movimento futurista.

## Biografia
Tintino Persio Rasi è il maggiore dei sei figli (gli altri sono Addino, Pirse Gilda, Enrico, Tenero e Tenero Secondo detto Edmondo) dell'anarchico trentenne Marino e di Maria Manici.
Quasi coetaneo con Renzo Novatore e con Dante Carnesecchi farà parte di un gruppo che risulterà essere l'ala più intransigente del movimento anarco individualista che in quel periodo era fiorente nello spezzino. Amico di Mario Lami, un anarchico che collaborò con Pompeo Scipione Barbieri nella redazione del «Il Libertario».
Il suo pseudonimo più conosciuto è Auro d'Arcola, ma ne userà altri quali Tatiano d'Arcola, Gold O' Bay, Carlo Carli.
Tutto il suo percorso politico è costellato da controlli ed informative degli organi di repressione dello Stato.
Nel Casellario Politico Centrale della polizia politica italiana del periodo, si trova l'informativa N. 13753 del 20 marzo 1914, inviata dalla Prefettura di Genova:
In un'informativa del Prefetto di Genova, in quanto La Spezia era allora sottoprefettura, si legge:
Mentre, sempre nel dossier che raccoglie veri o presunti complotti, in data 17.12.1916
Nel 1917 viene trasferito a lavorare in Sardegna a causa dei trascorsi politici con la sua compagna Ave Fossati, anche lei nativa di Arcola. Qui viene eletto membro del Comitato esecutivo della Camera del Lavoro di Cagliari dove propaganda l'ideologia anarchica.
Dal 1917 usa lo pseudonimo di Auro d'Arcola per quel che riguarda il lavoro giornalistico.
Suoi articoli compaiono sul quotidiano sardo Il Risveglio dell'Isola pubblicato a Cagliari ed orientato verso l'ideologia socialista.
In vista del richiamo alle armi, il 16 febbraio 1917 presso la Casa Comunale di Cagliari sposa con rito civile la sua compagna: Ave Fossati.
Il 24 febbraio 1917 viene assegnato al 316º Battaglione di M. T. con sede a Cagliari, in seguito al suo rifiuto di combattere viene trasferito al 22º della stessa arma di stanza all'Asinara.
Durante la sua permanenza sull'isola tenta vanamente insieme a Alberto Silicani di costituire in Cagliari un fascio delle forze rivoluzionarie sarde colla denominazione Fascio Anarchico.
Finita la guerra torna a La Spezia.
I due anni che ora si aprono sono quelli del cosiddetto "Biennio rosso".
L'Italia tutta è pervasa da un sussulto rivoluzionario.
La Spezia è in questo momento un luogo strategico: caratterizzato da fabbriche belliche, dal Regio Arsenale militare, da forti che dominano il golfo, da polveriere stipate di esplosivi e munizioni, con molte navi da guerra alla fonda e con una classe operaia estremamente politicizzata e con una moltitudine di marinai propensi all'ammutinamento. Tutti esasperati dalle condizioni di vita disperate di quel primo dopoguerra.
In questa situazione si susseguono i tumulti per le vie della città. Insorgono città limitrofe, Sarzana, Viareggio, Aulla.
Si susseguono gli scioperi contro il carovita e gli assalti ai negozi.
In prima linea ad arringare la folla troviamo sempre il Rasi.
Nel giugno del 1919 quattro anarchici (Dante Carnesecchi, Tintino Persio Rasi, Pasquale Bellotti e Luigi Picchioni) partono dalla Spezia, chiamati dai loro compagni di Santo Stefano di Magra, per tenere un pubblico comizio con cui incitare alla rivolta. Ad impedire il comizio intervegono il brigadiere dei regi carabinieri Antonio Blanc e il carabiniere Vincenzo Vannini, ma in una manovra di stampo militare vengono affiancati e colpiti a revolverate alla tempia contemporaneamente. Tintino Persio Rasi, oratore incaricato del comizio, si dà alla latitanza insieme agli altri compagni, ma nel 1920 viene riconosciuro innocente proprio grazie alla testimonianza dello stesso brigadiere Blanc che era sopravvissuto allo scontro a fuoco.
Il 2 settembre 1920 il Cantiere Ansaldo viene dichiarato proprietà del proletariato, e viene issata la bandiera rossa con la scritta Cantiere dei Soviet . Nella serata vengono occupate la Cerpelli, la Vickers Terni, i cantieri Miglietta, i cantieri di Pertusola. Le fabbriche vengono occupate anche a La Spezia. Viene altresì issata dai marinai la bandiera rossa dei soviet alla caserma "Duca degli Abruzzi". Tintino Persio Rasi è propagandista infaticabile dell'ideologia anarchica facendo la spola fra una fabbrica occupata e l'altra.
Nel 1921, con Renzo Novatore, Giovanni Governato e altri futuristi di sinistra fonda alla Spezia la rivista Vertice, della quale verrà pubblicato un solo numero.
A causa di un mandato di cattura per l'attività sovversiva espatria clandestinamente negli Stati Uniti, il 3.6.1922 ma revocato il mandato di cattura dalla prefettura di Genova ritorna in Italia, dove si stabilisce a Clivio alloggiato presso la Scuola Moderna razionalista anarchica. Tiene contatti epistolari con la Tipografia Germinal di Pisa ed invia mensilmente il giornale "La Scuola Moderna di Clivio" ai Compagni che può raggiungere.

### In Francia
Nel 1923 ripara a Nizza presso il fratello Addino. Dal fascicolo della polizia politica francese risulta:
Da Nizza si reca a Parigi dove si ferma perché in quel periodo vi è presente un attivo movimento anarchico con molti " fuoriusciti " italiani. Le sue posizioni sono di tipo individualista come tendenzialmente lo era il gruppo degli aquilotti spezzini come li chiamò Tintino Persio Rasi nell'elogio funebre dedicato a Dante Carnesecchi. Assieme a Emile Louis Soustelle e Covinhes è responsabile del settimanale di battaglia e di propaganda anarchica La Rivendicazione, che sarà edito per due anni dal giugno 1923 all'aprile 1925, sempre a Parigi in lingua italiana.
Nell'agosto del 1924 partecipa alla riunione indetta a Parigi da Ugo Fedeli e Virgilio Gozzoli per organizzare la partecipazione degli anarchici alla progettata spedizione militare di Ricciotti Garibaldi Junior in Italia per rovesciare il fascismo, nella quale, a questo scopo, viene costituito un Comitato Anarchico. Il 15 ed il 16 settembre nella Maison Comune il Comitato Anarchico organizza un'assemblea generale degli anarchici parigini di tutti gli orientamenti per fare chiarezza sulla situazione. Rasi vi prende una posizione contraria ai metodi di Garibaldi, che ritiene pericolosi sia perché comportano l'arruolamento individuale degli anarchici attraverso un tesseramento che costituisce una vera e propria schedatura, sia perché tendono a non riconoscerne l'identità e gli specifici scopi dell'azione politica, contrastanti con il nucleo di pensiero social massonico garibaldino. Armando Borghi propone di costituire una “Alleanza Libertaria” per armonizzare e potenziare tutte le iniziative a carattere antifascista cui partecipino gli anarchici. Di questo comitato fanno parte 20 compagni rappresentativi di tutti gli orientamenti, che godono della fiducia generale e Rasi ne entra a far parte. Il Comitato indice il congresso costitutivo dell'Alleanza Libertaria tra tutti gli anarchici di Francia per il 26 e 27 ottobre 1924 a Levallois-Perret nella periferia di Parigi, cui sono rappresentati 23 diversi gruppi presenti in tutta la Francia. Borghi e Fedeli tentano di portare la neo costituita Alleanza sulle posizioni filo garibaldine sostenute da Gori, ma Rasi ed il gruppo Pensiero e Azione propongono di avviare un'azione autonoma degli anarchici presentando questo ordine del giorno: 
 Questo documento fu bocciato con 9 voti contrari, 8 favorevoli, 6 astenuti, Rasi, la redazione di Rivendicazione ed il gruppo Pensiero e Azione, messi in minoranza, separarono le loro responsabilità dall'iniziativa garibaldina costituendosi in un nuovo Gruppo di Azione Anarchica, appoggiato dagli anarchici di Moulhouse, Lyon ed altri. Il Gruppo di Azione Anarchica cercò di reperire con ogni mezzo armi e fondi per preparare un'azione, che non trovò mai concreta possibilità di realizzazione, per rovesciare il fascismo, raccogliendone le direttive nell'opuscolo “Compagno Ascolta”, diffuso nell'immigrazione ed introdotto clandestinamente in Italia. La lungimiranza e la fondatezza della diffidenza di Rasi nei confronti di Ricciotti Garibaldi furono clamorosamente dimostrate in tutta la loro evidenza nel novembre del 1926, il 5 la polizia francese bloccò un tentativo dei fuorusciti catalani del colonnello Macia di rientrare in Spagna, il 7 i servizi di sicurezza francesi arrestarono il colonnello Garibaldi per spionaggio in favore del governo fascista italiano che, attraverso La Polla, alto funzionario dei servizi italiani, gli aveva versato 64.000 lire oro. Garibaldi aveva montato in grande stile due grosse trappole per i volonterosi ma ingenui fuorusciti italiani e spagnoli, che sarebbero puntualmente scattate al momento del rientro delle loro formazioni nei rispettivi paesi. La mancata adesione alle Legioni garibaldine degli anarchici rappresentati da Auro d'Arcola, dapprima in minoranza, finì col determinarne l'abbandono da parte della maggioranza del movimento anarchico, privandole della forza politica più numerosa e determinata del fuoriuscitismo italiano, questo rese praticamente impossibile realizzare la spedizione, facendo fallire la trappola del fascismo italiano e solamente l'intervento dei servizi francesi, che ne temevano i possibili risvolti internazionali negativi per il loro governo, disinnescò la trappola del fascismo spagnolo.
1925 - Rasi, pur avendo partecipato in prima persona alla polemica antigaribaldina che aveva diviso e scosso il movimento anarchico, aderì all'iniziativa congiunta con Fedeli e Gozzoli di ricollegare il movimento. Nel marzo fusero le loro tre riviste dando voce comune alla rivista "La Tempra". Su questa linea, con Schiavina e Borghi, prese parte all'elaborazione del progetto di pubblicare un settimanale da diffondere in tutta la Francia “che rilevi dal marasma attuale il movimento nostro” Il progetto prevedeva che egli avrebbe fatto parte del Consiglio di redazione di dieci membri, che gli articoli polemici sarebbero stati pubblicati, se firmati, nella sola Rubrica Libera senza commenti da parte della redazione, formato su cinque colonne, tiratura iniziale prevista in 3500 copie. Ma la polemica garibaldina riesplose, il 1º maggio Paolo Schicchi iniziò a pubblicare violenti attacchi ai "garibaldinisti", colpevoli di averlo diffamato in alcune conferenze tenute da Abate in Nord America, questi continuarono a gettare legna sul fuoco con apposite pubblicazioni. L'11 giugno nella manifestazione unitaria antifascista per commemorare la morte di Giacomo Matteotti, scoppiò una grande rissa tra gli anarchici delle due fazioni. Sul numero unico "garibaldinista" Polemiche Nostre, Messerotti attaccò Rasi, che pure non era entrato in questo scontro, definendolo “mummia, letterato a 20 cent. il metro”, Tintino reagì pubblicando La Nostra Polemica. Il progetto del grande settimanale unitario ne risultò irreparabilmente compromesso.
Nel novembre 1925 Rasi figura come responsabile, con Férandel, Ugo Fedeli e Virgilio Gozzoli del mensile "La rivista internazionale anarchica", pubblicato a Parigi in lingua italiana.
Scrive poi la prefazione biografica di Al disopra dell'arco: arte libera di uno spirito libero (Prometeo) poema di pubblicazione postuma di Renzo Novatore, appendice di Totò di Mauro, illustrato da G. Scaccia, edito a Siracusa da I figli dell'Etna.
Sempre nel 1925 escono sette numeri dell'Iconoclasta.Da alcuni mesi lavora alla tipografia "La Fraternelle" Rue Piscèrècourt, 55 diretta dall'anarchico Sebastiano Faure. A Parigi è responsabile, con R. Goutière, del foglio anarchico La Quale, dinamico ufficioso degli ignoranti, pubblicato in lingua italiana a Parigi.

### Una prima espulsione dalla Francia
1929, dirige il giornale anarchico "Il Monito", viene arrestato ed espulso dalla Francia su pressione del governo italiano (vivrà in clandestinità tra Belgio, Francia e Stati Uniti).

### Rientro in Francia
Rientrato in Francia nel luglio del 1935 Rasi presenta pubblicamente una relazione sul lavoro svolto dal “Comitato in favore degli esuli italiani”. Alla fine dell'anno al Convegno anarchico di Sartrouville aderisce al Comitato provvisorio per il diritto di asilo.
1936, l'8 aprile la polizia politica francese gli intesta il fascicolo N. 35489is

### La Spagna
Rasi partecipa alla riunione anarchica di Sartrouville del gennaio 1937 per esaminare i rapporti tra anarchici e comunisti.
Tintino Persio Rasi viene nominato membro del comitato parigino Pro Spagna per partecipare ad un ristretto raduno anarchico internazionale che doveva aver luogo a Barcellona il 13 giugno.
In tale comitato Tintino è attivissimo e svolge sia il ruolo per appoggio e rifornimento dei compagni accorsi in Catalogna, sia per soccorso a quanti debbono ripiegare in Francia. Il 2 luglio in un locale di Parigi tiene una relazione sul lavoro svolto in favore dei profughi dal Comitato Pro Spagna per il diritto di asilo alla C G T.Viene ristrutturato Comitato Pro Spagna e gli anarchici orbitanti attorno alla zona di Parigi ne eleggono membri dirigenti Auro D'Arcola (Rasi Tintino), Franchini Remo, Fornasari Savino, Gilioli Onofrio, Polidori, della cui attività politica si hanno scarse notizie Vando Mistani.
Nel fascicolo de Casellario Politico Centrale, compare questo telegramma dell'11 marzo spedito dall'Ambasciata d'Italia di Parigi al Ministero dell'Interno:
 La notizia non è confermata dalla famiglia.

### Stati Uniti
A metà del 1938 si rifugia negli Stati Uniti dove parteciperà al foglio anarchico "Chanteclair", da New York si trasferisce a Filadelfia.
Nell'anno 1942 scrive con lo pseudonimo di Gold O' Bay La Produccion: sus bases, sus medios, sus funciones y sus propositos e La produzione: le sue basi, i suoi mezzi, le sue funzioni, i suoi scopi.

### La morte
Muore a Philadelphia l'8 luglio 1963.
Sul numero 15 di sabato 27 luglio del giornale anarchico L'Adunata dei Refrattari di New York, su cui lui stesso tanto tempo prima aveva pubblicato il necrologio dei suoi migliori amici, nella rubrica "Quelli che ci lasciano" compariva: 

## Pubblicazioni di Tintino Persio Rasi
- Vertice, Rivista anarchica di arte e di pensiero, La Spezia Tipografia Sociale, poi Arcola, 2.1921, un solo numero pubblicato, direttore Abele Ferrari,[17]
- Il Proletario, Pontremoli, 1.5.1922 viene edito un numero saggio, il primo numero è del 5.6.1922 e l'ultimo numero, n. 5, del 12.12.1922.
- Anarchismo, Pisa, Cooperativa Tipografica Germinal!, 1.10.1922 (a. I, fasc. 1)/1.12.1922 (a. I, fasc. 3), mensile, redattori: Tintino Rasi (Auro d'Arcola) e Renato Siglich ovvero Renato Souvarine, responsabile Primo Di Prete, formato cm. 23,5 x 35, pagine 16, colonne 2 (uscita come supplemento de L'Avvenire Anarchico, la rivista è costretta, dopo il terzo numero, a sospendere le pubblicazioni, in seguito alla distruzione della tipografia del giornale ad opera dei fascisti).
- Renzo Novatore, Al disopra dell'arco: arte libera di uno spirito libero, prefazione Totò di Mauro, Auro d'Arcola, illustrazioni G. Scaccia, Siracusa, I figli dell'Etna, 1924.
- Il Commento, Londra, 10.9.1924/26.11.1924 (6 numeri), quindicinale ptobabilmente, Vittorio Taborelli redattore responsabile, pagine 4, colonne 4. (Pubblicazione di propaganda e di polemica antifascista, di cui figurò redattore l'anarchico comasco Vittorio Taborelli (1885-1966), un militante segnalatosi particolarmente durante il biennio rosso ed emigrato in Inghilterra intorno alla metà del 1920, che in ogni modo deve esserne considerato, con certezza, il più diretto ispiratore. Il foglio contiene costanti esortazioni a non subire passivamente i soprusi fascisti nonché l'incitamento a reagirvi, piuttosto, con metodi di pari violenza. In particolare, "Gold o'Bay" (Tintino Rasi) che nei due numeri consultati vi ha firmato i numeri di fondo, reclamava apertamente traendolo dall'articolo "L'Orda dei Fratricidi", n. 4, 22.10.1924

- La Rivista Internazionale Anarchica, Rivista mensile poliglotta, Parigi, Imp. La Fraternelle, 55 rue Pixérécourt, 15.11.1924 (a. I, n. 1)/15.6.1925 (a. I, n. 8), mensile; redattori: Ugo Fedeli (Hugo Treni), Tintino Rasi "Auro D'Arcola", Virgilio Gozzoli; gerente Férandel, formato cm 18,5 x 27, pagine 24, a numerazione progressiva, per complessive 192 pagine, colonne 2. (I. I.S.G.; BDIC Paris, 4º P. 3194).
- La Rivendicazione, Parigi, 30.6.1923/5.5.1925, direttore Tintino Rasi (Auro D'Arcola), gerente Emile Louis Soustelle. Dal 20.7.1923 (a. I, n. 2): Covinhes. Dal 30.8.1923 (a. I, n. 4; o, forse, dal numero precedente, non reperito): E. L. Soustelle. Dal 30.9.1923 (a I, n. 6; o, forse, dal numero precedente, non reperito): Covinhes. Formato cm. 32,5 x 49,5. Pagine 4. Escono a 2 pagine il numero supplementare del 29.7.1923; il n. 8 del 20.10.1923; il n. 38 del 10.1.1925. Colonne 4. (I. I.S.: G.). Vi collaborarono Virgilio Gozzoli ed altri elementi dell'area individualista, a causa delle difficoltà a mantenere efficaci contatti con l'Italia, finì col trattare prevalentemente problemi legati agli esuli di Francia.
- Iconoclasta, rivista mensile politico-culturale pubblicata a Parigi dal 15.5.1924 al 15.6.1925 da Virgilio Gozzoli con la collaborazione di Tintino Persio Rasi.
- La Tempra, Rivista Internazionale anarchica, Parigi, Imprimerie La Fraternelle, 55 rue Pixérécourt; dal 20.8.1925 (a. I, n. 2) Imprimerie de La Tempra, 9 rue Louis-Blanc, poi 72 rue des Prairies; 20.7.1925(6 numeri)/20.11.1926(11 numeri), mensile, redattori: Virgilio Gozzoli, Ugo Fedeli, Tintino Rasi, gerente Covinhes, formato cm. 18,5 x 26; pagine 28, poi 20, la numerazione è progressiva per un totale di 144 pagine nella prima annata e 256 nella seconda; prezzo 1,25 al numero. (I. I.S: G.; F. ISRT, Riv. A. LIII/1).
- La Nostra Polemica, Parigi, Tipografia 9 rue Louis-Blanc, numero unico 1.11.1925, direttore Tintino Persio Rasi, gerente Covinhes, formato cm. 38 x 57, pagine 2, colonne 5. (Foglio lanciato dal Rasi quale risposta

, ossia ai riferimenti polemici contenuti nel numero unico "Polemiche Nostre etc." diffuso nell'agosto di quell'anno dagli anarchici aderenti alle legioni garibaldine. Contiene in pratica un solo lunghissimo articolo di Auro d'Arcola Liquidiamo i tristi artefici dell'impostura garibaldina, in cui sono polemicamente riepilogati gli eventi del garibaldinismo anarchico, dall'epoca in cui 
, fino alle polemiche più recenti. (I. I.S.G.).
- La Quale, Dinamico ufficioso degli ignoranti, motto: Vivere scocciatamente, Parigi, Imprimerie La Fraternelle, 55 rue Pixérécourt, 20.3.1926 (a. I, n: 1), direttore Titino Rasi, gerente R. Goutière, formato cm. 31 x 40, pagine 4, colonne 4, prezzo 6 soldi in contanti la copia. (Costituì il tentativo, rimasto però senza seguito, di dare vita ad un foglio di satira politica antifascista. Elementi di scherno sono, pertanto, tutte le istituzioni e gli uomini del Regime: Particolarmente bersagliati risultano quegli ex esponenti fascisti epurati e passati quindi, in Francia, a una dubbia attività di opposizione e di intrallazzi con gli ambienti massonici della "Lega dei Diritti dell'Uomo". Vedi "Il nuovo ministero" e i versi "Benvenuto, Cesarino!", diretti, questi ultimi, contro il fascista Cesare Rossi, uno dei principali artefici dell'assassinio di Giacomo Matteotti. Oggetto di scherno figurano, altresì, i socialisti "aventiniani", satireggiati in uno scritto di chiaro sapore goliardico, "Novelle boccaccesche" a firma "Azzo d'Arezzo"). (I. I.S.G.).
- Auro D'Arcola (Persio Rasi), Virgilia D'Andrea poetessa dell'amore, Parigi, 1933.
- Auro D'Arcola (Persio Rasi), Il Numero 1442, Monologo in versi martelliani, venduto a profitto dei reclusi del Diana e delle loro famiglie. Newark, N. J. (?), 1929.
- Guerra di Classe, pubblicato a Barcellona dai volontari anarchici in Spagna, diretto da Camillo Berneri.
- Chanteclair, Mensile antifascista, poi dall'aprile 1944 prenderà il titolo Antifascista, Bronx, New York, 10.1942 (a. I, n. 1)/3.1945 (a. III, n. 18), la numerazione è progressiva, mensile, redattore Virgilio Gozzoli (Vir), Tintino Rasi (dall'aprile 1944), formato cm. 14 x 21,7. Pagine variabili, prezzo un soldo la copia. (I. I.S.G.; MF: P. Stati Uniti, a, 37).
- O'Bay Gold (Persio Rasi), La grande rivoluzione in marcia, Newark N. J:, Gruppi riuniti dell'antracite, Quaderno n. 1, 1940.
- O'Bay Gold (Persio Rasi), Le basi della società e del diritto, Newark N. J:, Gruppi riuniti dell'antracite, Quaderno n. 2, 1940.
- O'Bay Gold (Persio Rasi), La produccion: sus bases, sus medios, sus funciones y sus propositos, Buenos Aires, Union Anarquica Italiana, 1942.
- L'Unique, bollettino indipendente inserito nella rivista Défense de l'Homme (Louis Dorlet, à Magagnosc, Alpes Maritimes), E. Armand, Orlé ans, 1957, riporta parte di un articolo di Auro d'Arcola del 15.10.1930 su Omar Khàyyàm.

## Il futurismo di Tintino Persio Rasi
dal "Il Dizionario del Futurismo" Tintino Persio Rasi viene così descritto come appartenente al filone futurista
.